# JNLWCG
JNLWCG (англ. Joint Non Lethal Weapons Capabilities Group) — Міжвидова група з розвитку спроможностей нелетальної зброї, є одною з груп 2-го рівня у складі NAAG (Групи НАТО з питань озброєнь сухопутних військ, AC/225) CNAD (Конференції національних директорів озброєнь). Утворена рішенням NAAG у січні 2017 р. на основі підгрупи нелетальних спроможностей (англ. Sub Group оn Non Lethal Capabilities, SGNLC), що входила до складу групи LCG DSS.
Місією JNLWCG є сприяння багатонаціональному співробітництву держав-членів НАТО та країн-партнерів щодо забезпечення взаємосумісності нелетальної зброї в інтересах підвищення ефективності сил НАТО в усьому спектрі поточних та майбутніх операцій Альянсу.
JNLWCG взаємодіє з іншими групами 2-го рівня NAAG, бере участь у процесі оборонного планування НАТО (NDPP).
Пленарні засідання JNLWCG проводяться двічі на рік.

## Структура та діяльність JNLWCG
У складі JNLWCG існує мережа підгруп 3-го рівня, команд експертів (англ. Team of Experts, ToE) та робочих груп, які діють на постійній основі.
Відповідні експертні спільноти, з урахуванням отриманого Альянсом досвіду, аналізують, уточнюють, розробляють та поновлюють стандарти НАТО у сфері нелетальної зброї, сприяють реалізації багатонаціональних проектів.

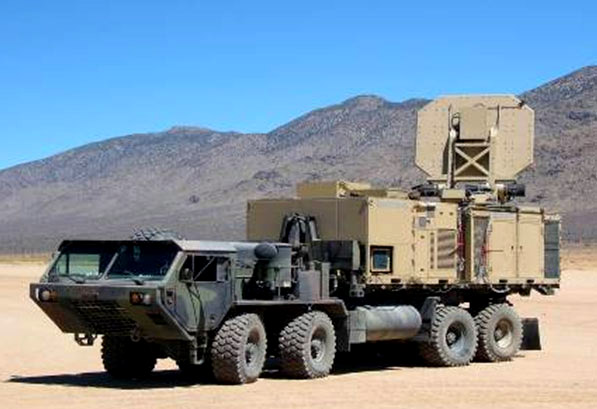
Військова версія Active Denial System (2008)

### Структури 3-го рівня JNLWCG
- Група супроводження каталогу NLC (англ. NLC Catalogue Custodian)[1];
- Команда експертів (ToE) з стандартизації боєприпасів несмертельної кінетичної енергії (англ. ToE on Non Lethal Kinetic Energy Projectiles Standardization)[1];
- Команда експертів (ToE) з оцінки ефективності антиперсональної дії нелетальних спроможностей міліметрових хвиль (англ. ToE on NLC Millimeter Wave anti personal effectiveness)[1], зосереджена на стандартизації методів випробувань нелетальних систем генерації міліметрових хвиль з частотою близько 95 ГГц[5];
- Команда експертів (ToE) з пристроїв примусової зупинки (арешту) транспортних засобів (англ. ToE on Vehicle Arresting Device), зупинила свою діяльність після завершення розробки STANREC 4729 Ed. 2 і AEP-74(B) “Еффективність нелетальної примусової зупинки (арешту) наземних транспортних засобів”[1].

## Галерея

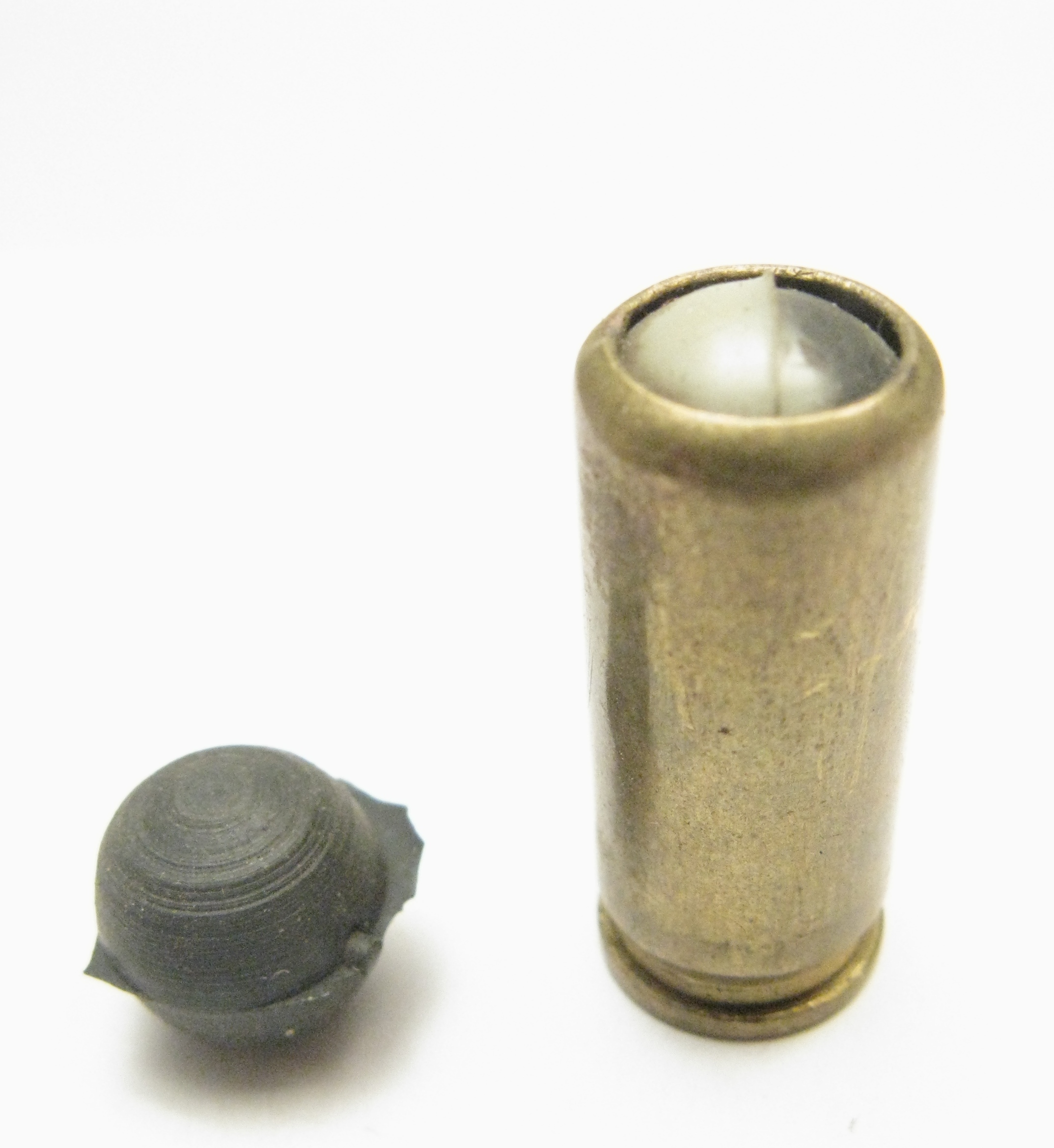
9 мм гумова куля як один з напрямів стандартизації в JNLWCG
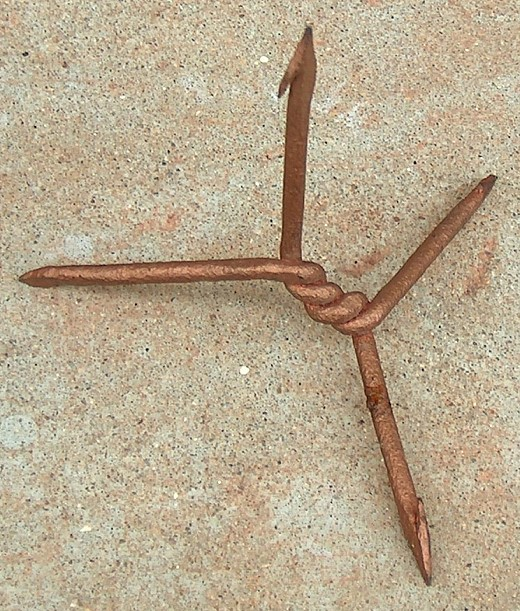
Елемент засобів примусової зупинки автотранспорту, стандартизованих STANREC 4729 Ed.2/AEP-74(B)